# Tecnam P-Mentor
Il P-Mentor è un aereo biposto, monomotore ad ala bassa, con carrello fisso triciclo ed elica a passo fisso, prodotto dall'azienda italiana Tecnam.

## Storia dello sviluppo
Il P-Mentor ha ricevuto la certificazione di tipo CS-23 dall'Agenzia europea per la sicurezza aerea il 7 aprile 2022 ed è stato presentato al pubblico per la prima volta il 27 aprile successivo all'AERO Friedrichshafen 2022, sull'Aeroporto di Friedrichshafen in Germania.
L'8 maggio 2024 il P-Mentor ha ricevuto la certificazione dalla Federal Aviation Administration statunitense, che ha consentito al costruttore di poter consegnare i primi esemplari dell'aereo ai propri clienti negli USA.

### Tecnica
Il P-Mentor presenta si presenta con linee pulite ed eleganti, interni modellati attorno ad una grande cabina, due moderni sedili affiancati e visibilità superiore grazie al suo tettuccio a bolla. La sua ala, di nuovissima generazione, presenta una forma in pianta affusolata con profilo alare a flusso laminare e struttura mista; lega leggera per longheroni e scatola alare, CFRP per il bordo d'attacco monopezzo. Il suo design ha consentito al velivolo di superare gli ultimi requisiti dell'emendamento CS-23 per le caratteristiche di bassa velocità e stallo senza che il sistema di recupero balistico fosse parte essenziale della configurazione dell'aereo. Il serbatoio del carburante è situato dietro l'albero principale e offre un notevole volume di 130 litri e un'autonomia di oltre 9 ore.

### Propulsione
Per quanto concerne la propulsione il P-Mentor utilizza un motore a 4 cilindri contrapposti Rotax 912iSc che gli conferisce una spinta di 100  CV, permettendogli di raggiungere la velocità massima di 217 km/h. Motore estremamente efficiente nei consumi e a basse emissioni, che viene accoppiato ad un'elica a passo variabile e velocità costante prodotta dall'azienda tedesca MT Propeller. L'aereo, infatti, è omologato IFR con il consumo di carburante e le emissioni di CO₂ più basse, con una riduzione delle emissioni del 60% rispetto ai concorrenti IFR.

### Elettronica
L'aereo presenta un'avionica rivoluzionaria con un glasscockpit all'avanguardia come il Garmin G3X, ed il Garmin GI275 come strumento di backup e configurazioni multiple per consentire l'addestramento dell'autopilota PBN/RNAV e GFCTM 500. Tale sistema, come opzione, offe anche il controllo simulato del carrello retrattile per migliorare la competenza degli studenti sin dal loro primo volo.

## Versioni
- P-Mentor - versione base da addestramento basico dotata di motore a pistoni, ala bassa e carrello triciclo fisso.[3]

## Utilizzatori

### Civili
Australia
- Avia Aviation

1 P-Mentor consegnato a marzo 2023.
 Danimarca
- Center Air Pilot Academy

5 P-Mentor ordinati e consegnati a partire da aprile 2022.
 Francia
- Mermoz Academy

10 P-Mentor ordinati a febbraio 2023. Tutti consegnati il 9 aprile 2024.
 Irlanda
- National Flight Center Pilot Academy

 Nuova Zelanda
- New Zealand Airline Academy Limited

1 P-Mentor ordinato a novembre 2023.
 Paesi Bassi
- Zelf Vliegen

4 P-Mentor ordinati il 22 febbraio 2023.
 Polonia
- Bartolini Air

2 P-Mentor ordinati a maggio 2022.
 Regno Unito
- ACS Aviation

2 P-Mentor ordinati a dicembre 2022.
 Spagna
- Aerotec Pilot School

5 P-Mentor ordinati ad aprile 2022.
- FlyBy

2 P-Mentor ordinati a giugno 2022.
 Stati Uniti
- Epic Sky Aviation

15 P-Mentor ordinati ad agosto 2023.
- Kilo Charlie Aviation

12 P-Mentor ordinati a luglio 2023.
- Melbourne Flight Training

20 P-Mentor ordinati ad aprile 2023.
- Stephen F. Austin State University

15 P-Mentor ordinati a marzo 2023.
- Vermont Flight Academy

3 P-Mentor ordinati ad agosto 2023.